# 門野進一
門野 進一（かどの しんいち、1938年生）は、日本の実業家、資産家である。

## 概要・経歴
東京都在住。横河技術情報取締役を務めた。靄渓奨学会理事長。妻は杉山元太郎の長女豊子。
1938年、千代田生命保険の創業家の門野家に長男として生まれる。祖父門野幾之進が創業した同社を、父雄吉（1906-2006）は40年近く支え、取締役、社長、会長、相談役を歴任した。母貞子は出羽久保田の藩医を務めた吾妻勝剛の三女。
1960年、横河橋梁製作所に入社。
1988年、横河技術情報監査役、1990年には取締役に就任。
2001年、3244点に及ぶ資料を鳥羽市に寄贈し、門野幾之進記念館に収められる。